# Kovács István (porcelánfestő)
Kovács István (Kákics, 1914. szeptember 15. – 1997. április 22.) porcelánfestő, főtechnológus, mester.
1928. május 8-tól 1932. május 8-ig festőtanonc volt a Zsolnay porcelángyárban, ekkor kapta meg a felszabadító levelet.
1932-től Pompár Gyula osztályán dolgozott mint a gyár hivatalos alkalmazottja. Itt tett szert gyakorlatra, biztosabb ecsetkezelésre, tanult az öreg égetőktől, korongozóktól.
1932-39 között művezető volt. 1948-ban, a gyár államosítása után nagy terhet tettek rá: eozinreceptekkel kísérletezett. 1954-ben beindult a díszműgyártás. 1955–61 között főművezető volt. 1954-ben az újraindulás után az ő irányításával történt. Megőrizte, felújította továbbadta a következő generációnak az eozinkészítésének módját. Új mázkísérletei alapján az összeugró borsó- és zsugormáz különböző eozinos változatokban készült (1959). 1962-ben finomkerámia-vizsgát tett.
Hatvan éven keresztül állt a gyár szolgálatában. Kimunkálta a már feledésbe ment technikát, a kézi festést igénylő hagyományos Zsolnay-Scharfeuert, sikerült azt több évtizedes kihagyás után empirikus úton előállítania, és így beindulhatott a sorozatgyártás (1968). A borsó- és zsugormázas fejlesztésért miniszterelnöki kitüntetést kapott.
A szobrászkodásban, tervezésben is sikerei voltak. Közreműködésével készült több kültéri Vasarely-alkotás, sikeresen dolgoztak együtt. Szász Endrével is alkottak közösen.
A Munka Érdemrend ezüst fokozatát kapta 1968-ban. Haláláig, nyugdíjasként főtechnológusként segítette a fejlesztéseket.
1. 1 2 3  PIM-névtér